# Libnotes irrorata
Libnotes irrorata är en tvåvingeart som först beskrevs av Günther Enderlein 1912.  Libnotes irrorata ingår i släktet Libnotes och familjen småharkrankar. Inga underarter finns listade i Catalogue of Life.